# Hotel Atlantic (film)
Hotel Atlantic (originaltitel Der letzte Mann) er en tysk stumfilm fra 1924 af F. W. Murnau.

## Medvirkende
- Emil Jannings
- Maly Delschaft
- Max Hiller
- Emilie Kurz
- Hans Unterkircher
- Olaf Storm
- Hermann Vallentin
- Georg John
- Emmy Wyda